# Laurent Parcelier

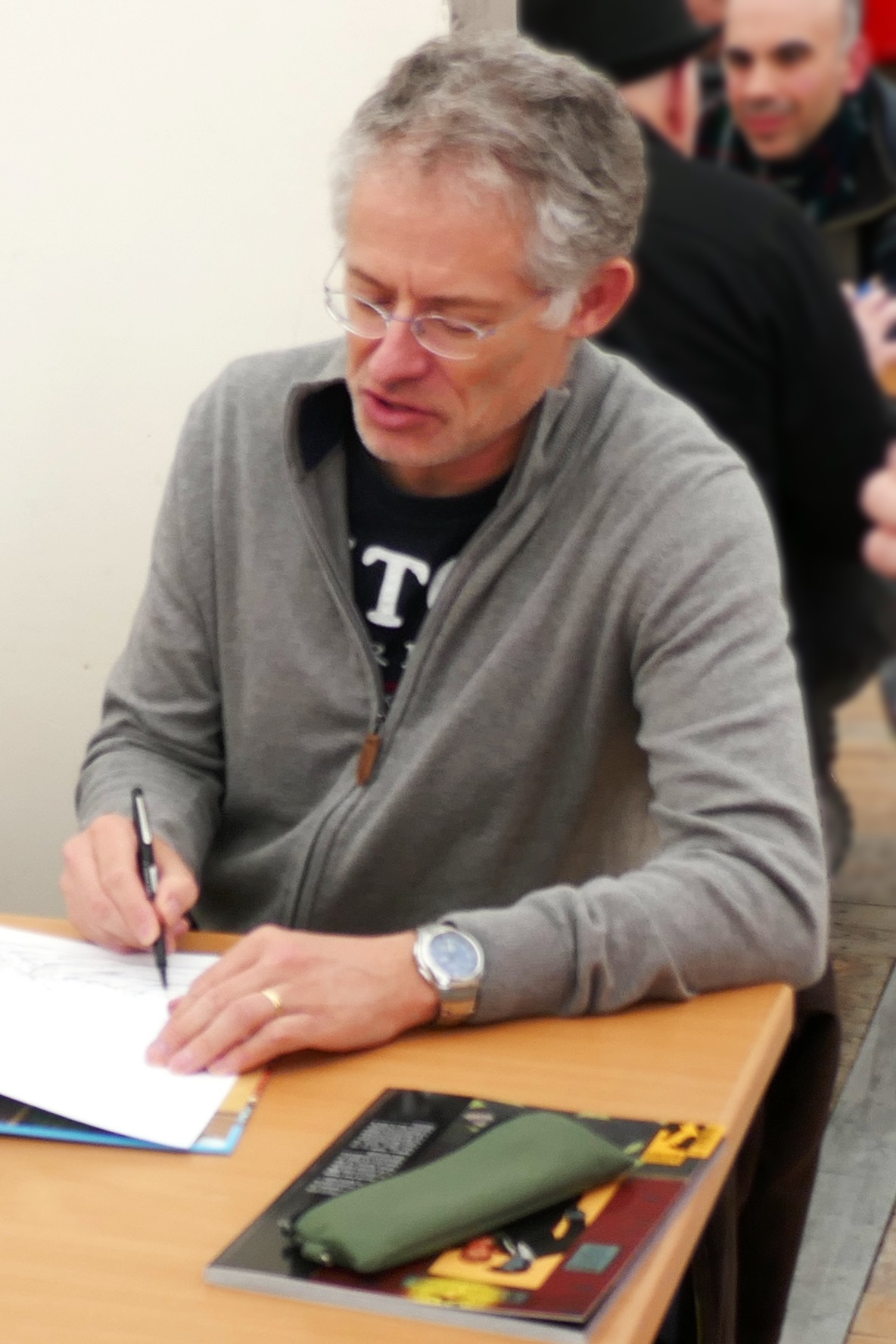
Laurent Parcelier

Laurent Parcelier (* 19. November 1962 in Chamalières, Frankreich) ist ein französischer Autor, Zeichner und Colorist für Kindermagazine, sowie Comiczeichner und -autor.

## Leben
Von 1978 bis 1980 studierte Laurent Parcelier Bildende Kunst in Paris, wonach er seine ersten Gehversuche mit Comics im Magazin Triolo machte, u. a. zusammen mit Didier Convard.
Seine erste große Comicserie, La Malédiction des 7 Boules Vertes, erschien von 1988 bis 1991 in fünf Alben im Verlag Casterman. Die ersten vier Alben wurden von 1992 bis 1993 von Carlsen Comics unter dem Titel Der Fluch der 7 grünen Kugeln auf Deutsch herausgebracht. In ihr erlebt der junge Protagonist Julian auf seinen Reisen durch eine Fantasy-Welt viele Abenteuer mit Zauberern, Hexen, aber auch Revolutionären.
Seine zweite Serie, Guilio Et Le Drôle De Monde, mit demselben Helden, erschien in zwei Alben bei Casterman von 1995 bis 1996. Der 1993 veröffentlichte Band Le Lutin Farceur wird manchmal zu dieser Serie gezählt.
Mit seinem Stil ist Parcelier ein typischer Vertreter der Ligne claire.

## Werke
- La Malédiction des 7 Boules Vertes.

1. Le Voyageur Imprudent. 1988. (Deutsch: Der Lange Weg. übers. von Hans Sachse, 1992, ISBN 3-551-01441-8).
2. Le Magicien 1988. (Deutsch: Der Magier übers. von Peter Daibenzeiher, 1992, ISBN 3-551-01442-6).
3. La Poursuite 1989. (Deutsch: Lazuli übers. von Peter Daibenzeiher, 1993, ISBN 3-551-01443-4).
4. La Chasse au Dragon 1990. (Deutsch: Die Drachenjagd übers. von Sylvia Brecht-Hanbi, 1993, ISBN 3-551-01444-2).
5. Le Rire de la Sorcière 1991.

- Guilio Et Le Drôle De Monde.

1. L’Auberge du Bossu. 1995.
2. L’Auberge de la Tarasque. 1996.

- Le Lutin Farceur. 1993.